# Dolnośląska Biblioteka Pedagogiczna we Wrocławiu

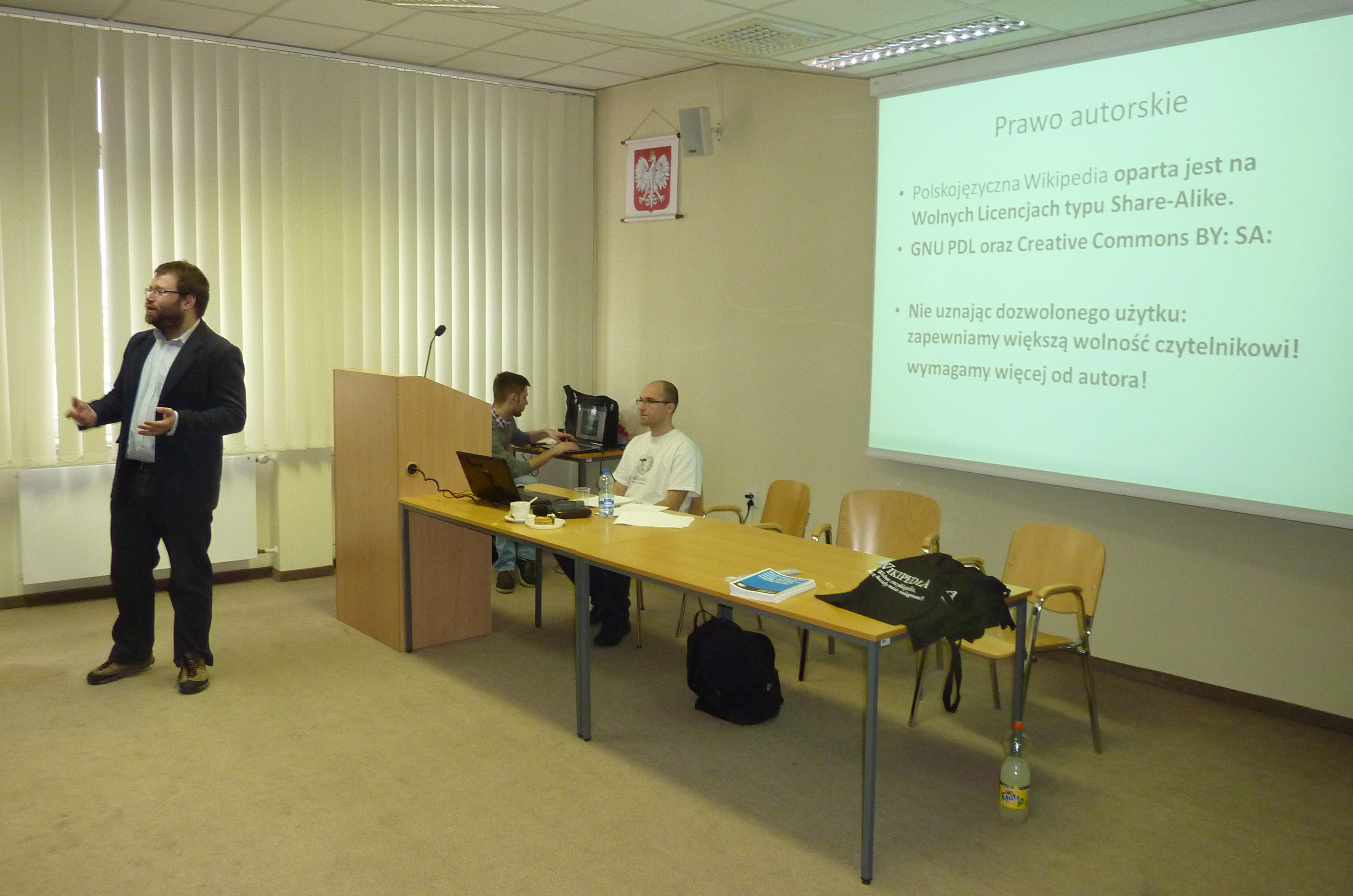
Seminarium na temat Wikipedii w sali konferencyjnej Dolnośląskiej Biblioteki Pedagogicznej

Dolnośląska Biblioteka Pedagogiczna we Wrocławiu – biblioteka pedagogiczna zlokalizowana przy ul. Worcella 25-27 we Wrocławiu.
Powstała we Wrocławiu w 1946 roku. Filie biblioteki znajdują się w Wałbrzychu, Jeleniej Górze, Legnicy, Strzelinie i Świdnicy.